# Jani Lajunen
Jani Lajunen (* 16. Juni 1990 in Espoo) ist ein finnischer Eishockeyspieler, der seit 2021 beim Örebro HK in der Svenska Hockeyligan unter Vertrag steht. Sein älterer Bruder Ville ist ebenfalls ein professioneller Eishockeyspieler.

## Karriere
Jani Lajunen begann seine Karriere als Eishockeyspieler in der Jugend des finnischen Zweitligisten Kiekko-Vantaa, für die er bis 2006 aktiv war. Anschließend wechselte er in die Nachwuchsabteilung des Erstligisten Espoo Blues, für deren Profimannschaft er in der Saison 2007/08- sein Debüt in der SM-liiga gab. Dabei blieb er punkt- und straflos. Daraufhin wurde er im NHL Entry Draft 2008 in der siebten Runde als insgesamt 201. Spieler von den Nashville Predators ausgewählt. Zunächst spielte Lajunen weiterhin für die Espoo Blues in der SM-liiga, für die er in der Saison 2008/09 in 25 Spielen zwei Scorerpunkte, darunter ein Tor, erzielte. Zudem stand der Linksschütze in dieser Spielzeit in zwei Spielen für die finnische U20-Nationalmannschaft in der zweitklassigen Mestis auf dem Eis, in denen er vier Scorerpunkte, darunter zwei Tore, erzielte.
Zur Saison 2011/12 wurde Lajunen von den Nashville Predators nach Nordamerika beordert, wo er für deren Farmteam Milwaukee Admirals in der American Hockey League spielte. Am 19. Februar 2013 wurde er im Austausch für Scott Ford zu den St. Louis Blues transferiert.

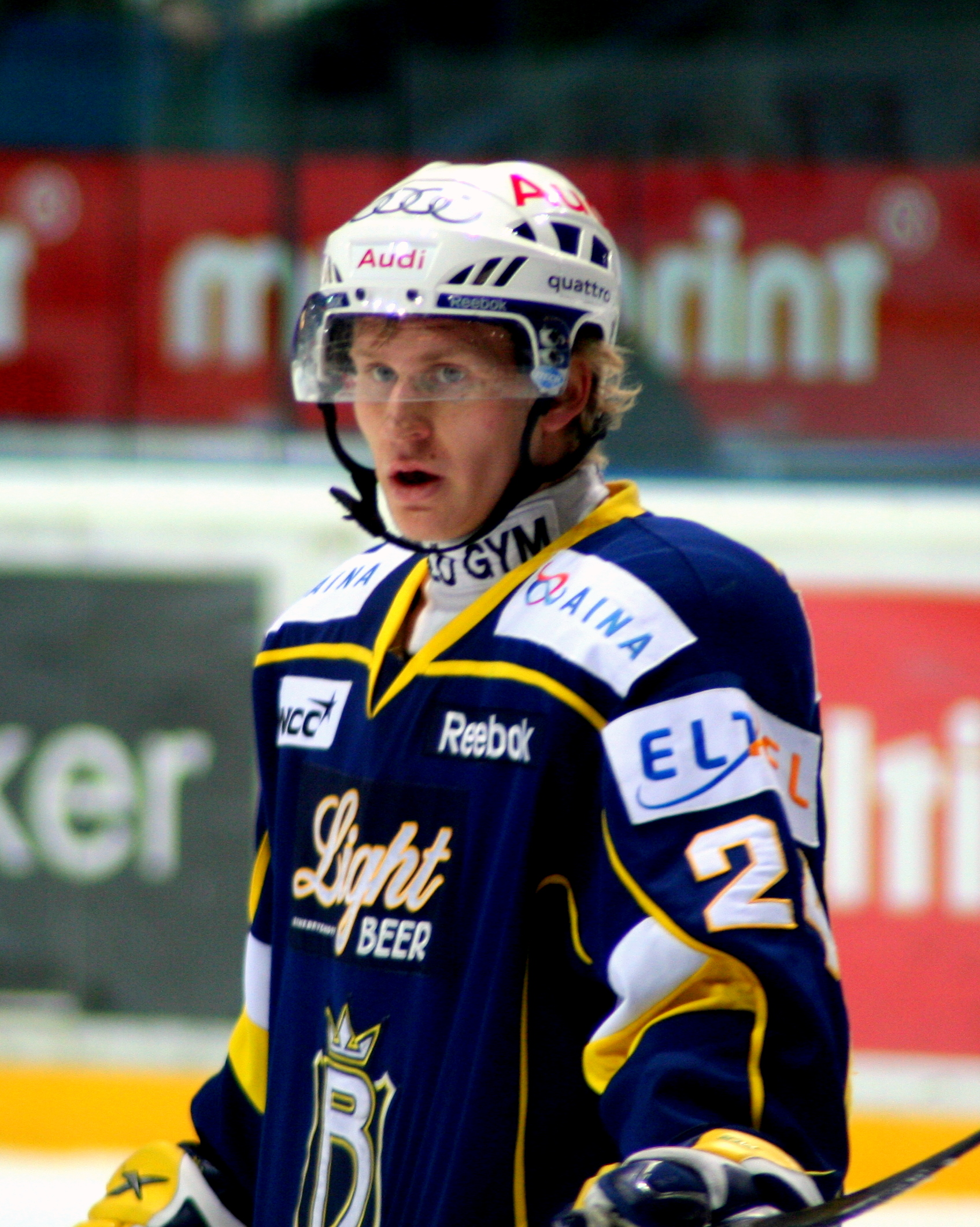
Lajunen im Trikot der Espoo Blues

Nach Auslaufen seines NHL-Einstiegsvertrags im Frühsommer 2013 kehrte Lajunen nach Europa zurück und wurde von Växjö Lakers Hockey aus der Svenska Hockeyligan verpflichtet. In der Saison 2014/15 gewann er mit der Mannschaft die Schwedische Meisterschaft und wechselte anschließend im Sommer 2015 zu Tappara in die finnische Liiga. Mit Tappara wurde er 2016 und 2017 jeweils finnischer Meister und gehörte dabei in beiden Spieljahren zu den Führungsfiguren im Meisterkader. Im Mai 2017 wurde Lajunen aufgrund der gezeigten Leistungen vom HC Lugano verpflichtet. Nach vier Jahren in der Schweiz wechselte der Finne zur Saison 2021/22 zum Örebro HK in die Svenska Hockeyligan.

### International

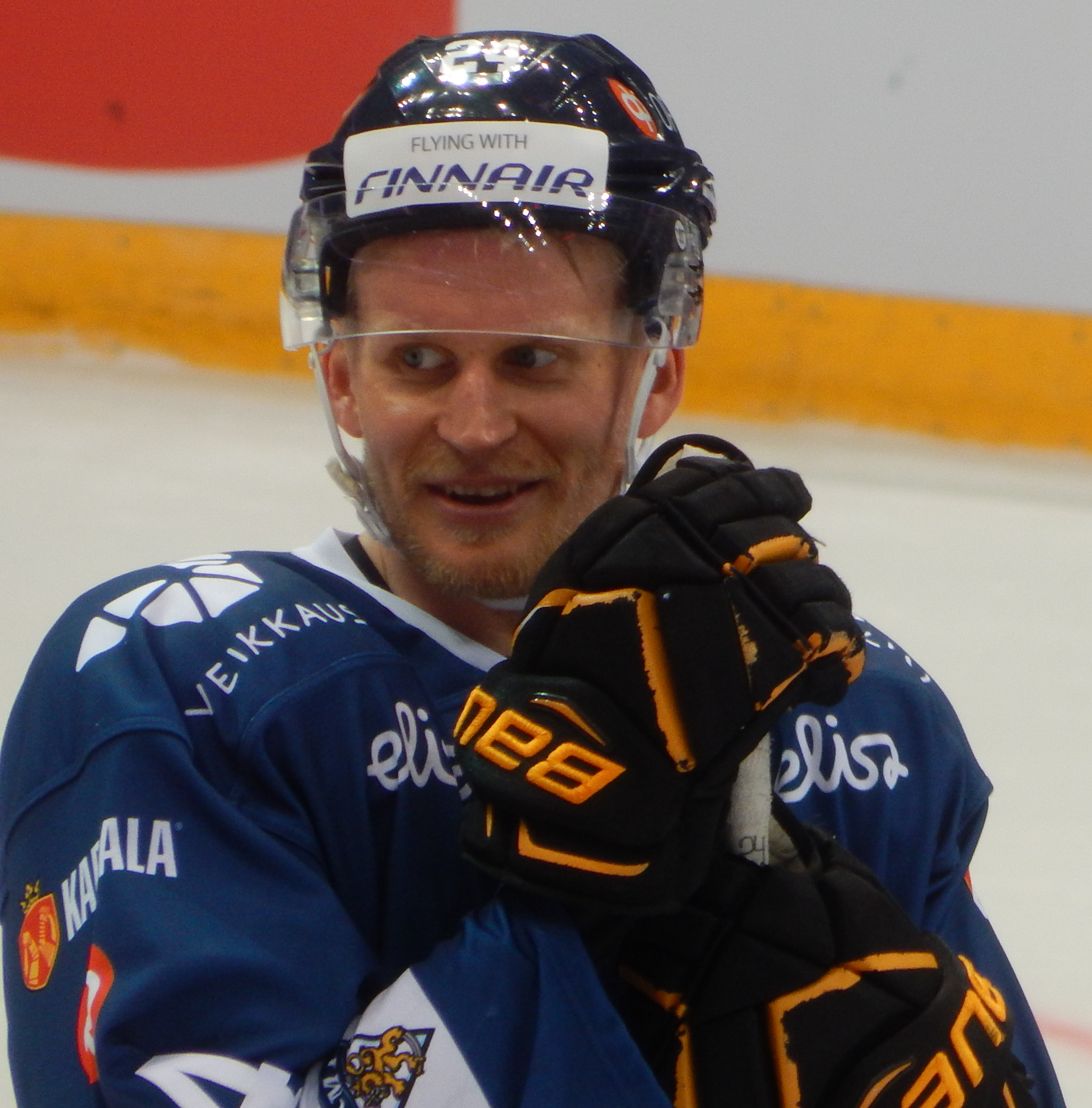
Lajunen im Trikot der Nationalmannschaft (2017)

Für Finnland nahm Lajunen auf Juniorenebene an der U18-Junioren-Weltmeisterschaft 2008 sowie den U20-Junioren-Weltmeisterschaften 2009 und 2010 teil. Auf Seniorenebene vertrat der Stürmer sein Heimatland erstmals bei der Weltmeisterschaft 2011 und sicherte sich mit Suomi die Goldmedaille. Zu diesem Erfolg hatte Lajunen mit zwei Treffern und einer Torvorlage in vier Begegnungen beigetragen. 2016 und 2017 folgten weitere Teilnahmen an Weltmeisterschaften.

## Erfolge und Auszeichnungen
- 2011 Goldmedaille bei der Weltmeisterschaft
- 2015 Schwedischer Meister mit den Växjö Lakers
- 2016 Finnischer Meister mit Tappara Tampere
- 2016 Silbermedaille bei der Weltmeisterschaft
- 2017 Finnischer Meister mit Tappara Tampere

## Statistik
(Stand: Ende der Saison 2016/17)